# UFC 131
UFC 131: dos Santos vs. Carwin é um evento de mixed martial arts realizado pelo Ultimate Fighting Championship. O evento foi realizado em 11 de junho de 2011 na Rogers Arena em Vancouver, British Columbia, Canada.

## Bônus da Noite
Os lutadores receberão um bônus de $70.000.
- Luta da Noite:  Jon Olav Einemo vs.  Dave Herman
- Nocaute da Noite:  Sam Stout
- Finalização da Noite:  Chris Weidman